# Évangiles de Lindisfarne
Pour les articles homonymes, voir Lindisfarne (homonymie).
Les Évangiles de Lindisfarne (Lindisfarne Gospels en anglais) sont un manuscrit enluminé en latin. Ils comprennent les quatre Évangiles du Nouveau Testament et ont été réalisés à Lindisfarne, dans le royaume de Northumbrie, entre la fin du VIIe et le début du VIIIe siècle. Le manuscrit de Lindisfarne est généralement considéré comme le plus bel exemple de l’art religieux si particulier de ce royaume, qui combine des influences celtiques et anglo-saxonnes et en fait la symbiose dans un art hiberno-saxon.

## Historique
Les Évangiles de Lindisfarne sont réputés être l’œuvre d’un moine nommé Eadfrith, qui devint évêque de Lindisfarne en 698 et mourut en 721. Les chercheurs contemporains situent la date de création vers l’an 715, et l’on s’accorde à penser que le manuscrit fut réalisé en l’honneur de saint Cuthbert. Les Évangiles sont richement illustrés dans un style typiquement insulaire. Ils étaient dotés à l’origine d’une reliure soignée faite de cuir, de pierres précieuses et de métaux, réalisée par un anachorète du nom de Billfrith au VIIIe siècle. La couverture fut néanmoins perdue au cours des raids vikings, et il fut procédé à son remplacement en 1852.
Aldred, prévôt de Chester-le-Street, procéda au Xe siècle à une traduction des Évangiles de Lindisfarne en vieil anglais, en insérant une transcription mot pour mot entre les lignes du texte latin : il s’agit de l’une des premières traductions de textes bibliques en anglais.
Au XVIIe siècle, les Évangiles entrèrent dans les possessions de Robert Cotton. La bibliothèque de ce dernier échut au British Museum au XVIIIe siècle, et de là parvint à la British Library de Londres. Il existe au nord-est de l’Angleterre un mouvement visant à ramener les Évangiles de Lindisfarne à leur région d’origine.

## Description
Le manuscrit est de grande taille (34 × 27 cm) contenant 259 folios reliés par cahiers de huit pages. Il est écrit en majuscule insulaire régulière. Le texte est celui de la Vulgate dans sa version dite italo-northumbrienne, inspirée du Codex Amiatinus. Le texte, en plus des quatre évangiles, contient en préambule, le Novum opus de saint Jérôme, la lettre d'Eusèbe de Césarée à Carpianus qui explique les tables des canons ainsi que le prologue de saint Jérôme à l'évangile de Matthieu. On y trouve par ailleurs une liste de fêtes liturgiques provenant de Naples.
Quinze pages du manuscrit sont enluminées. Chaque évangile est précédé d'un portrait d'évangéliste accompagné de son symbole, suivi d'une page tapis avec croix qui fait face à une page entièrement remplie d'initiales. L'évangile de Matthieu contient pour sa part deux pages d'initiales et le Novum opus est précédé lui aussi d'une page tapis et d'une page d'initiales. Les seize pages de canons de concordances sont décorées d'arcades (une première dans l'enluminure insulaire), d'entrelacs et d'oiseaux.

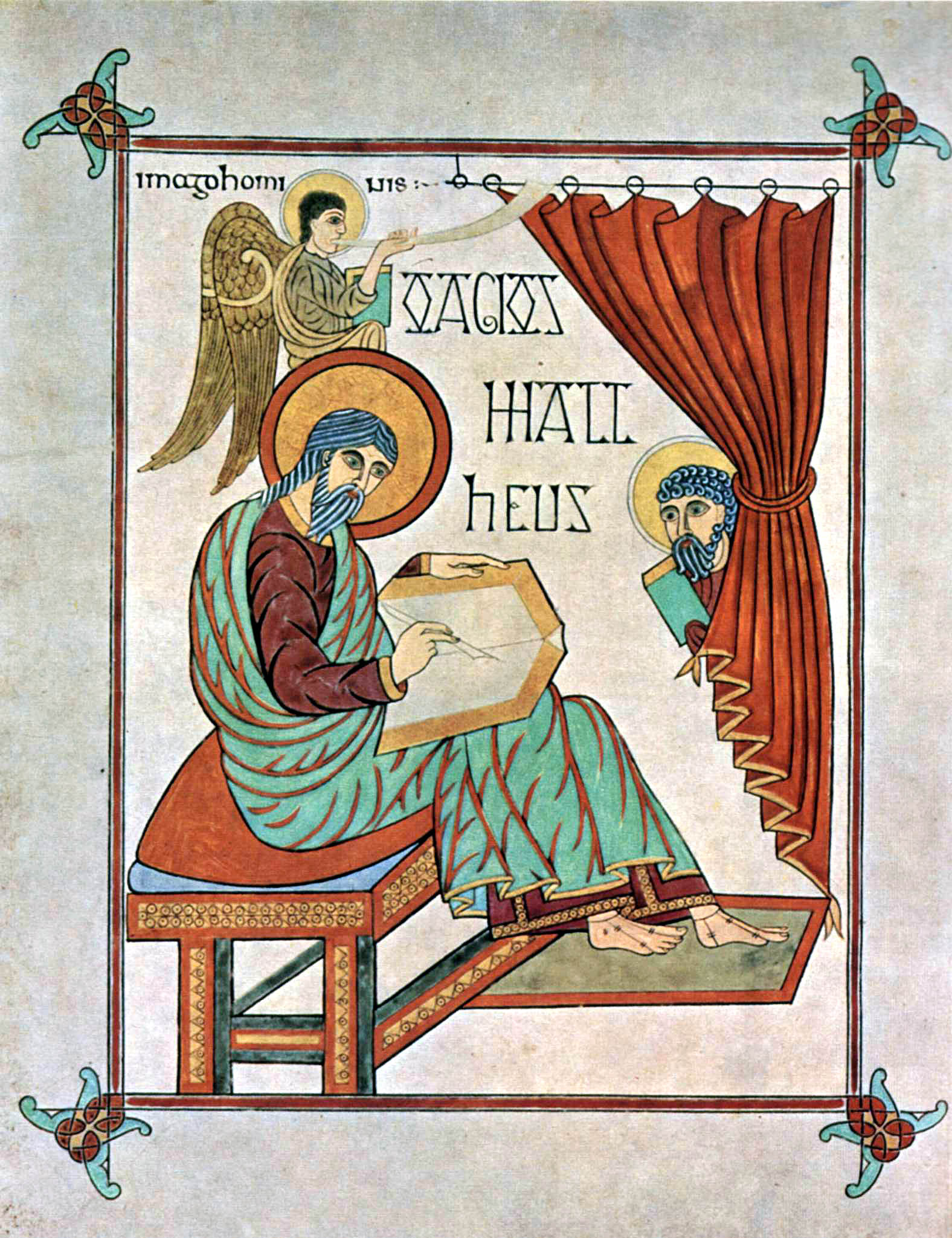
Portrait d'évangéliste avec son symbole : saint Matthieu, f.25v.
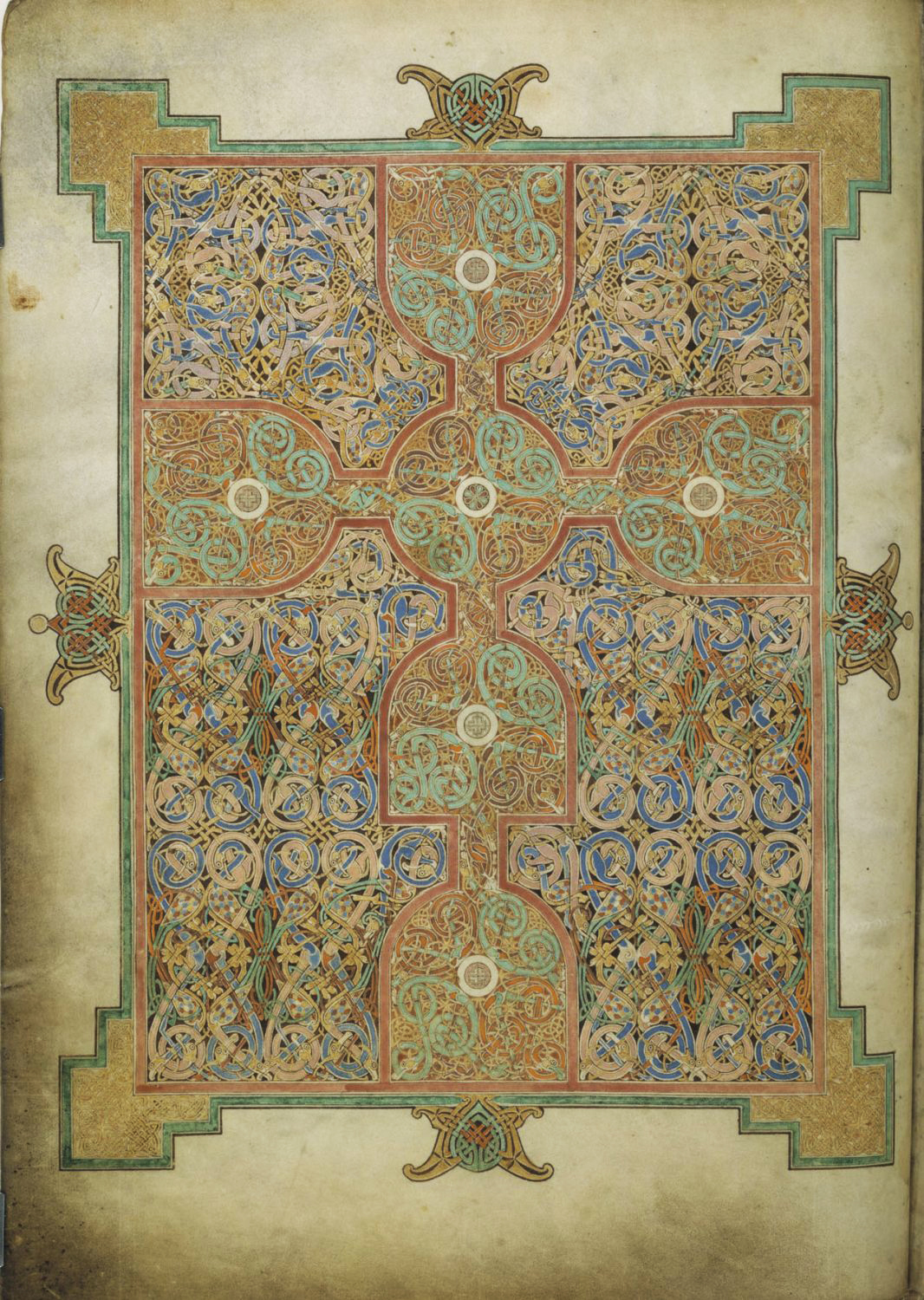
Exemple de page tapis avec croix, f.26v.
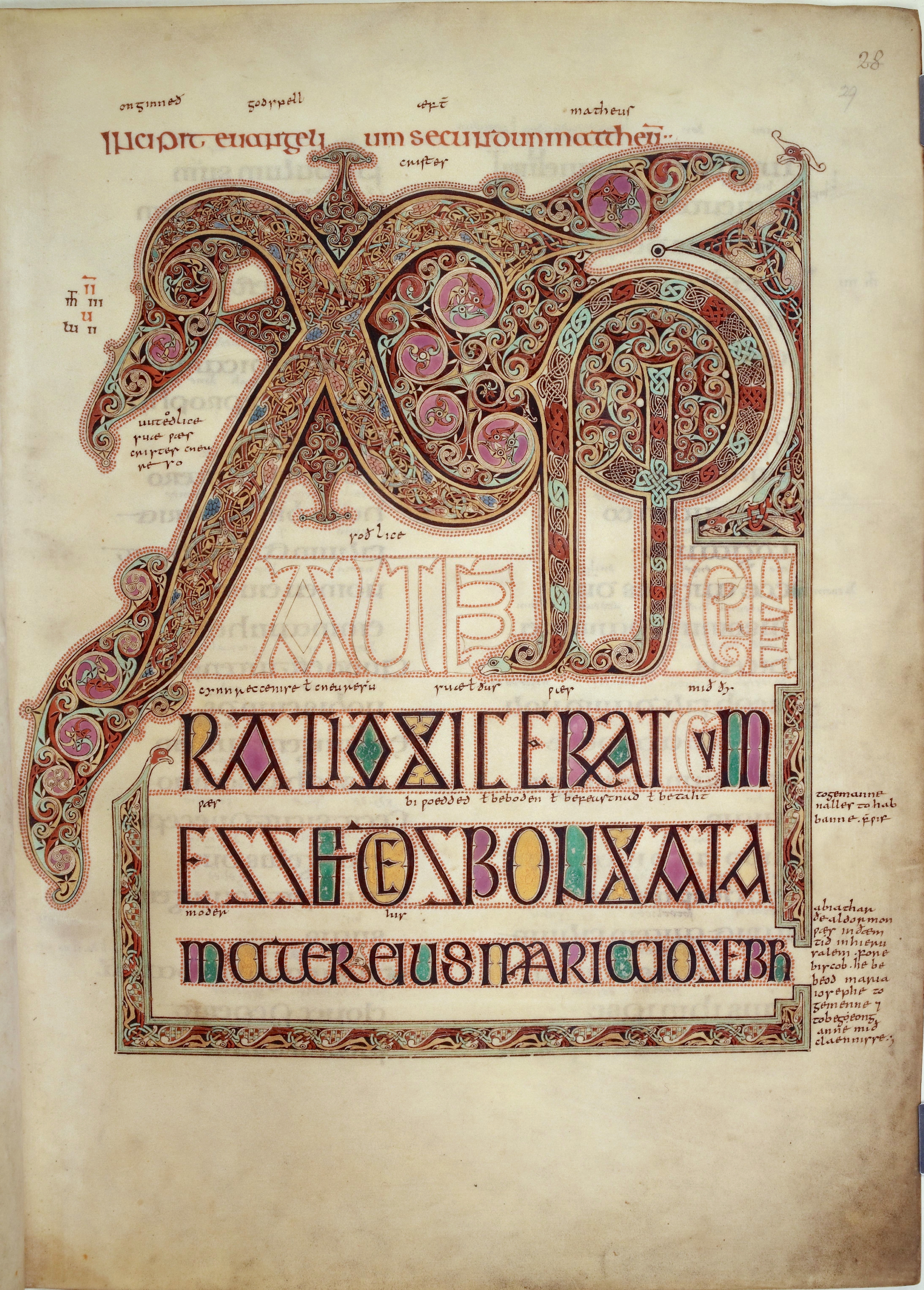
Exemple de page de lettrines ou initiales, début de l'évangile de Matthieu (Chi-Rhô), f.29r.